# 戸倉三山
戸倉三山（とくらさんざん）は、奥多摩山域の盆堀川（秋川の支流）を取り囲むように位置する東京都の奥多摩山域の山々である。

## 概要
- 臼杵山、市道山、刈寄山を戸倉三山と命名したのは、登山家・中村謙[1]である[2]。命名された三山は、東京都の奥多摩山域の代表的な山として、いずれも、多摩百山に選ばれている。
- 戸倉三山の最高点は、臼杵山（842.1 m）である。
- 日頃から、若い日本山岳耐久レース参加予定者が、走っている。日本山岳耐久レース（ハセツネCUP）の入門大会として位置づけられるハセツネ 30K のコースである[3]。2025年は、1300名が参加しており、総合男子優勝者は、2時間51分、総合女子優勝は、3時間29分を記録している[4]。

| 山容 | 山名                | 標高 （m） | 三角点 等級                                                   | 備考                                     |
| ---- | ------------------- | ---------- | ------------------------------------------------------------- | ---------------------------------------- |
|      | 臼杵山 うすきやま   | 842.1 m    | 東西２ピークの双耳峰 で標高は東峰のもの                       | 西峰には臼杵神社がある。                 |
|      | 市道山 いちみちやま | 795.1 m    | （停止）二等三角点が設定されていたが、 逸歩状態となっている。 |                                          |
|      | 刈寄山 かりよせやま | 687 m      |                                                               | 山頂は、広場になっており、ベンチがある。 |

## 隣接する山など
- 醍醐丸（867.1 m）
- 今熊山（505.7 m）
- 陣馬山（854.8 m）
- 和田峠（690 m）

## 登山
東京からのアクセスは、JR五日市線の武蔵五日市駅。

### 戸倉三山縦走
年配者向きのルートとしては、西戸倉バス停留所下車して、盆堀登山口から臼杵山に至り、市道山から間もない醍醐峠・ににく沢を経て、関場バス停留所まで約5時30分がある。
刈寄山から始めるルート
- 今熊山からのルート[5]

移動距離 17.5 km、歩行時間 9時間：JR武蔵五日市駅から八王子駅行（西東京バス）に乗車。今熊山登山口バス停留所 - （20分） - 今熊神社 - （30分） - 今熊山 - （1時間30分） - 刈寄山 - （20分） - 入山峠 - （2時間30分） - 市道山 - （1時間30分） - 臼杵山 - （1時間30分） - 荷田子峠 - （1時間30分） - 戸倉城山 - （20分） - 西戸倉バス停留所。帰路は、西東京バス「西戸倉」で乗車。
- 西戸倉バス停留所からのルート

西戸倉バス停留所- 刈寄山 - （以降同文）
臼杵山から始めるルート
- 元郷登山口ルート[6]

移動距離 15.3 km、歩行時間 7.5時間：JR武蔵五日市駅下車。西東京バス「数馬」行（西東京バス）に乗車。元郷バス停留所 - （1時間30分） - 白杵山 - （1時間30分） - 市道山 - （2時間30分） - 入山峠 - （20分） - 刈寄山 - （1時間） - 今熊山 - （20分） - 今熊神社 - （20分） - 今熊山登山口バス停留所。帰路は、西東京バス「今熊山登山口」で乗車。
- 荷田子登山口ルート

荷田子バス停留所 - 荷田子峠 - 臼杵山 -（以降同文）
- 西戸倉登山口ルート

西戸倉バス停留所 - 荷田子峠 - 臼杵山 -（以降同文）

## 近郊の施設
- 戸倉しろやまテラス[7]
- 小峰ビジターセンター[8]
- 檜原村観光センター[9]
- 今熊神社[10][11]
- 瀬音の湯[12]